# ドラゴンヌ
ドラゴンヌ(Dragonne)は、テーブルトークRPG『ダンジョンズ&ドラゴンズ』(D&D)に登場するライオンとブラスドラゴン(真鍮色の竜)を掛け合わせた架空の生物である。

## 掲載の経緯
ドラゴンヌはアドバンスト・ダンジョンズ&ドラゴンズ(AD&D)第1版、『Monster Manual』(1977、未訳)にて、「巨大なライオンとブラスドラゴンとの不思議な交配種」と紹介されている。D&D第2版(クラシックD&D)ではモジュール(冒険シナリオ集)、『Quest for the Heartstone』(1984、未訳)、『The Savage Coast』(1985、邦題『荒れ果てし海岸』)、そしてアクセサリー、『Creature Catalog』(1986、邦題『モンスターマニュアル』)、『Monstrous Manual』(1993、未訳)に登場した。なお、このモンスターマニュアルでは、ゴールドドラゴン(金色の竜)との交配種としている。
AD&D第2版では『Monstrous Compendium Volume Two』(1989、未訳)に登場し、『Monstrous Manual』(1993、未訳)に再掲載された。
D&D第3版では『モンスターマニュアル』(2000)に登場し、改訂版の題3.5版でも『モンスターマニュアル』(2003)に登場した。
D&D第4版は未登場。
D&D第5版では、『Fizban's Treasury of Dragons』(2021、邦題『フィズバンと竜の宝物庫』)にライオンドレイクの名称で登場した。

## 肉体的特徴
ドラゴンヌの体長は12フィート(約3.6m)、体重は700ポンド(約320kg)ある。真鍮色をしたドラゴンの胴体にライオンの頭部がある。胴体はドラゴンと同じく硬い鱗に覆われており、両肩からはドラゴンの翼が生えている。たてがみは剛毛で、目の色も真鍮色である。だが、AD&D第2版では、ライオンの肩にドラゴンの翼をつけた外見になっている。
ドラゴンヌの翼はドラゴンの物と同様だが、長い飛行には適さず、10分〜30分が限度である。ブレス攻撃をすることはないが、恐ろしい雄叫びで相手を威嚇する。

## 生態
ドラゴンヌは“真なる中立”の魔獣で、凶暴で危険なハンターである。ドラゴンヌは棲み家に侵入したり、縄張りを脅かした生物は必ず攻撃するが、住居に入らずただ通過するだけならば通常は放っておく。普段は山羊などの草食獣の群れを狩っているが、他に獲物がない場合はヒト型生物も襲う。
ドラゴンヌは砂漠や山岳地帯にある岩屋を棲み家とする。岩屋の中には、棲み家の周りをうろついていた所を狩られた冒険者たちの宝が積まれている。
ドラゴンヌは滅多に群れることはない。秋の時期に交尾期に入り、この時期だけつがいで活動する。メスは1個の卵を産み、1年ほど養育する。その後、母子の間は疎遠になる。そしてオス同士は激しく対立する。
ドラゴンヌはドラゴンやスフィンクスの言葉を話せる。

## D&D世界でのドラゴンヌ

### エベロンでのドラゴンヌ
エベロンの世界でドラゴンマーク(魔法の力を引き出すタトゥーで、血統により発現する)を持つドラゴンマーク氏族の1つ、宝物探しや狩猟を得意とするタナシュク氏族はドラゴンヌを神獣と崇めている。

## コンピュータゲームでのドラゴンヌ
- 『ティル・ナ・ノーグ』シリーズ
- 『カオスエンジェルズ』

萌え擬人化したドラゴンヌがモンスターとして登場する。
外見はドラゴンの翼と、ライオンの胸飾りがついたマントをつけた金髪の少女である。